# Hondured
Canal 13 también conocido como Hondured, es un canal de televisión abierta de Honduras.

## Historia
Canal 13 surge el 29 de julio de 1995 como una alternativa ante la necesidad de una programación diferente en la televisión hondureña. Hondured Salió al aire como canal piloto junto a la frecuencia 28 para la zona centro norte de Honduras (ciudades de La Paz, Comayagua, Siguatepeque y lugares circunvecinos) y la frecuencia 42 para San Pedro Sula y demás ciudades del norte, Atlántico y ligeramente el Caribe hondureño. Canal 13 también conocido como Hondured, es un canal de televisión abierta de Honduras.

## Cobertura primaria
Hondured cubre Honduras de la siguiente manera:
- Canal 42: San Pedro Sula, Puerto Cortés, La Lima, Choloma y El Progreso.
- Canal 13: Tegucigalpa, M.D.C. y alrededores, Valle de Ángeles y Guaimaca.
- Canal 28: Comayagua, La Paz y Siguatepeque.

Además, tiene presencia en los sistemas de cable a nivel nacional y satelital.